# Hamberg (Dacota do Norte)
Hamberg é uma cidade localizada no estado norte-americano de Dacota do Norte, no Condado de Wells.

## Demografia
Segundo o censo norte-americano de 2000, a sua população era de 28 habitantes.
Em 2006, foi estimada uma população de 25, um decréscimo de 3 (-10.7%).

## Geografia
De acordo com o United States Census Bureau tem uma área de
1,0 km², dos quais 1,0 km² cobertos por terra e 0,0 km² cobertos por água.

## Localidades na vizinhança
O diagrama seguinte representa as localidades num raio de 32 km ao redor de Hamberg.